# Mihran Nakkashian
Mihran Nakkashian  (* 1850 in Kayseri/Osmanisches Reich; † 1944 in Nizza/Frankreich) war ein armenischer Herausgeber und Publizist in Istanbul. Er stieg vom Verwaltungsdirektor zum Eigentümer der Zeitung Sabah auf. 
Mihran Nakkashian war der Herausgeber des Wissenschaftlers und Linguisten Schemseddin Sami (1850–1904). Seine sechsbändige osmanische Enzyklopädie Kamusü l-a’lâm wurde 1889–1898 veröffentlicht. Sie ist die maßgebliche und verständlichste allgemeine Enzyklopädie in osmanischer Sprache. Verschiedene Versuche anderer Publizisten, eine Enzyklopädie herauszugeben, waren zuvor gescheitert. 
Von 1882 bis 1922 war Nakkashian Besitzer der Tageszeitung Sabah. Mihran Nakkashian verließ die Türkei 1922 und ging nach Frankreich, wo er den Namen Nakkaşoğlu annahm.